# Gemarkung

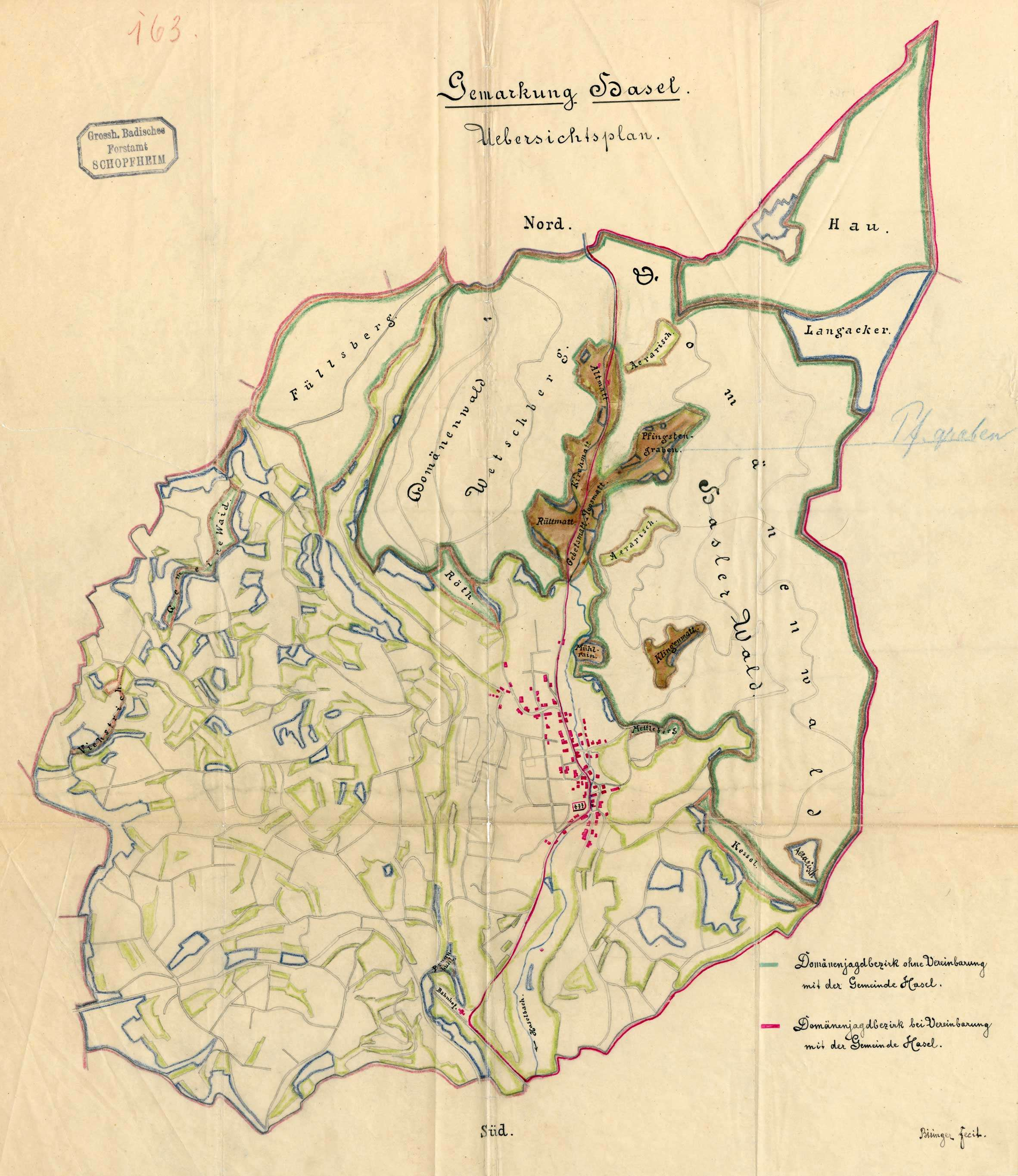
Karte der Gemarkung der Gemeinde Hasel in Baden im Jahr 1904 mit einem Vorschlag zum Gebietstausch zwecks Arrondierung der Jagdgrenze zwischen dem Jagdbezirk der Gemeinde Hasel und dem örtlichen Domänenjagdbezirk

Eine Gemarkung (auch Markung, in der Schweiz auch Gemarchen, in Österreich Katastralgemeinde) ist eine Flächeneinheit des Liegenschaftskatasters. Die Eigentumsverhältnisse der einzelnen Gemarkungen sind im Grundbuch verzeichnet. Die Gemarkung bildet einen Grundstücksverband aus einer größeren Zahl von in der Regel zusammenhängenden Grundstücken bzw. Flurstücken. Zwischen Flurstücken und ihrer Gemarkung befindet sich fast immer die Ebene der Flur.

## Allgemeine Zusammenhänge zwischen Gemarkung und Gemeindegebiet
Der Name einer Gemarkung entspricht meistens dem Namen der auf ihr befindlichen Siedlung. Das ist ein Hinweis auf gesellschaftsgeschichtlich bedeutende, historisch gewachsene Zusammenhänge, die zwischen dem Zuständigkeitsbereich z. B. einer politischen Gemeinde (Gemeindeterritorium) und einem bestimmten Grundstücksverband (Gemarkung) bestehen.
Eine Gemarkung ist keine Verwaltungseinheit. Trotzdem fallen die Grenzen (und meist auch die Namen) der modernen Verwaltungseinheiten (Grenzen einer Gemeinde, eines Stadtbezirks, Stadt- oder Ortsteils, oder eines gemeindefreien Gebiets) oft mit denen einer Gemarkung zusammen. Allerdings wurden bei den Eingemeindungen die Gemarkungen der zusammengelegten Gemeinden oft nicht mehr vereinigt, weswegen heute Gemeindegebiete oft mehrere Gemarkungen (bzw. – in Österreich oder Tschechien – Katastralgemeinden) aufweisen.

## Kennzeichnung der Gemarkung

Das Gemeindewappen von Bobenheim enthält ein Gemarkungszeichen

Im Gelände werden Gemarkungsgrenzen mit Marksteinen gekennzeichnet, die traditionell mit den Initialen der Ortsnamen oder individuellen Gemarkungszeichen versehen sind. Diese Hausmarken ähnlichen geometrischen Figuren dienten vielen Orten als Grundlage für das Gemeindewappen und entwickelten sich so zu gemeinen Figuren der Heraldik.

## Geschichte
Ursprünglich bedeutete (Ge-)Markung „Grenze“. Später entwickelte sich der Wortinhalt „Gemeindegebiet“ (das konnte neben Grundstücksverband auch Steuerbezirk, Bezirk des Gemeindegerichts und vieles andere bedeuten) oder auch „bestimmtes gemeindefreies Gebiet“ (ausmärkisches Gebiet). Die Gemarkungen wurden in der Regel genau dokumentiert und mit natürlichen, später auch künstlich gesetzten Markzeichen abgegrenzt. Zur Tradition vieler Gemeinden gehörte der jährliche „Untergang“ (auch: Schnadegang), das ist das Abschreiten und Kontrollieren der Gemarkungsgrenze.
Gemarkungen im heutigen Sinn gibt es seit Einführung des Reichskatasters durch das Bodenschätzungsgesetz von 1934. Durch sie wurden die Steuerbezirke abgelöst.

## Gemarkungsteile (Bayern)
Nur in Bayern kommt es vor, dass Teile einer Gemarkung zu verschiedenen Gemeinden oder gemeindefreien Gebieten gehören. Solche Fälle sind historisch bedingt durch Auflösungen von Gemeinden durch Gemeindegebietsreformen sowie durch Auflösungen von gemeindefreien Gebieten oder durch Eingliederungen von Teilen gemeindefreier Gebiete in benachbarte Gemeinden. Dabei blieben die Gemarkungsgrenzen, die ursprünglich den Gemeindegrenzen folgten, erhalten.

## Gemarkungsschlüssel
Die Gemarkungsschlüssel, auch Gemarkungsnummern genannt, sind in Deutschland sechsstellig, wobei sich die ersten beiden Ziffern aus dem Länderschlüssel ergeben, durch die der Gemarkungsschlüssel bundesweit erst eindeutig wird. Innerhalb eines Bundeslandes wird der Länderschlüssel gelegentlich weggelassen und nur der verkürzte vierstellige Gemarkungsschlüssel verwendet. Für die Gemarkungsteile in Bayern wird der Gemarkungsschlüssel um eine Ziffer erweitert, die Werte zwischen 0 und 4 annehmen kann.

## Besonderheit
Eine Besonderheit ist das Tägermoos, das staatsrechtlich zur Schweiz gehört, dort einen Teil der Gemeinde Tägerwilen bildet und zugleich eine Gemarkung der deutschen Stadt Konstanz darstellt.

## Übersicht nach Ländern
| Land                   | Länder- schlüssel | Anzahl Gemeinden 30.06.1960 | Anzahl Gemeinden 31.12.2020 | Anzahl Gemarkungen |
| ---------------------- | ----------------- | --------------------------- | --------------------------- | ------------------ |
| Schleswig-Holstein     | 01                | 1.395                       | 1.106                       | 3.024              |
| Hamburg                | 02                | 1                           | 0.001                       | 0.122              |
| Niedersachsen          | 03                | 4.273                       | 0.944                       | 4.593              |
| Bremen                 | 04                | 2                           | 0.002                       | 0.498              |
| Nordrhein-Westfalen    | 05                | 2.371                       | 0.396                       | 2.903              |
| Hessen                 | 06                | 2.700                       | 0.422                       | 2.865              |
| Rheinland-Pfalz        | 07                | 2.918                       | 2.302                       | 3.111              |
| Baden-Württemberg      | 08                | 3.381                       | 1.101                       | 3.380              |
| Bayern                 | 09                | 7.116                       | 2.056                       | 7.859              |
| Saarland               | 10                | 347                         | 0.052                       | 0.409              |
| Berlin                 | 11                | 1                           | 0.001                       | 0.097              |
| Brandenburg            | 12                | …                           | 0.417                       | 2.364              |
| Mecklenburg-Vorpommern | 13                | …                           | 0.726                       | 3.555              |
| Sachsen                | 14                | …                           | 0.419                       | 5.389              |
| Sachsen-Anhalt         | 15                | …                           | 0.218                       | 1.655              |
| Thüringen              | 16                | …                           | 0.633                       | 2.704              |
| Deutschland            |                   | …                           | 10.7960                     | 44.5280            |